# T. M. Aluko
Timothy Mofolorunso Aluko (* 14. Juni 1918 in Ilesha, Osun State, Nigeria; † 1. Mai 2010 in Lagos, Lagos State,  Nigeria) war ein nigerianischer Schriftsteller. Er wurde bekannt als Autor von Erzählungen und Romanen in englischer Sprache  und insbesondere für seinen satirischen Stil gelobt. Begleitet von großem öffentlichen Interesse  veröffentlichte Aluko  2009 sein letztes Buch Our Born Again President, 50 Jahre nach Erscheinen seines ersten Romans.

## Leben
T.M. Aluko wurde in eine polygame Familie geboren, die sich dennoch an christlichen Werten orientierte. Nach Besuch der kirchlich geführten Holy Trinity School in Amofe und des Government College in Ibadan studierte er am Yaba Higher College, am Imperial College of Science and Technology in London sowie an der University of Newcastle upon Tyne. Als ausgebildeter Bauingenieur trat er in die nigerianische Verwaltung ein und stieg bis zum Director of Public Works der früheren Region Westnigeria auf. Nach Austritt aus dem Verwaltungsdienst konzentrierte er sich auf eine akademische Karriere und unterrichtete u. a. an der Universität Lagos.
1987 erlitt Aluko einen Schlaganfall und war seitdem teilweise gelähmt. Es wird berichtet, dass er ein Kämpfer war und sich das Schreiben mit der linken Hand beibrachte, weil er seine rechte Hand nicht mehr bewegen konnte.
Aluko war verheiratet, seine Ehefrau Bisi verstarb bereits 1996. Einer seiner Söhne ist der Schauspieler Tayo Aluko.

## Auszeichnungen
- 1963: Officer of the Order of the British Empire (OBE)
- 1964: Officer of the Order of the Niger (OON)

## Werke
- One Man, One Wife (African Writers Series; Bd. 30). Heinemann, London 1978, ISBN 0-435-90030-7 (Nachdr. d. Ausg. Lagos 1959).
- One Man, One Matchet (African Writers Series; Bd. 11). Heinemann, London  1979, ISBN 0-435-90011-0 (Nachdr. d. Ausg. London 1965).
- Kinsman and Foreman (African Writers Series; Bd. 32). Heinemann, London 1979, ISBN 0-435-90605-4 (Nachdr. d. Ausg. London 1966).
- Chief the Honourable Minister (African Writers Series; Bd. 70). Heinemann, London 1982, ISBN 0-435-90070-6 (Nachdr. d. Ausg. London 1970).
- His Worshipful Majesty (African Writers Series; Bd. 130). Heinemann, London 1982, ISBN 0-435-90130-3 (Nachdr. d. Ausg. London 1973).
- Wrong Ones in the Dock  (African Writers Series; Bd. 242). Heinemann, London 1982, ISBN 0-435-90242-3.
- A State of Our Own. Macmillian, London 1986, ISBN 0-333-41589-2.
- Conduct Unbecoming (Heinemann Frontline Series). Heinemann Educational Books, Ibadan 1993, ISBN 978-129-369-1.
- My Years of Service. Nelson Books, Lagos 1994, ISBN 978-126-207-9.
- The Story of My Life. Heinemann Educational Books, Ibadan 2006, ISBN 978-129-464-7.
- Our Born Again President. Heinemann Educational Books, Ibadan 2009.